# Accordo di Düsseldorf (1939)
L'Accordo di Düsseldorf, o Dichiarazione congiunta del "Gruppo Industriale del Reich" e della "Federazione delle Industrie Britanniche", è un accordo firmato a Düsseldorf il 15 marzo 1939, che prevedeva la divisione economica dell'Europa tra i monopoli della Germania nazista e del Regno Unito e una più stretta cooperazione economica tra le due potenze.

## Storia

### Contesto
Negli anni trenta del XX secolo, il mondo capitalista era in uno stato di crisi economica globale.
A quel tempo, l'industria britannica dovette affrontare una crescente concorrenza da parte delle crescenti esportazioni tedesche. Le merci tedesche pressarono seriamente gli inglesi nell'Europa orientale e, poiché i mercati di questa regione si saturarono, il commercio tedesco iniziò a cercare nuovi mercati, anche nelle colonie britanniche. Gli industriali britannici vedevano due opzioni per proteggere i propri interessi: l'aumento delle tariffe, che forniva loro un vantaggio sui mercati interni, o accordi di cartello con i concorrenti tedeschi. Per ragioni politiche, il governo ha rifiutato di aumentare le tariffe, temendo che un'azione economica aggressiva avrebbe minato la posizione del Regno Unito come arbitro neutrale in Europa. Allo stesso tempo, i negoziati tra le imprese britanniche e tedesche per ridurre la concorrenza economica e condividere i mercati furono lenti.
Dopo il Trattato di Monaco, il governo di Chamberlain ha intensificato la pressione sulle imprese britanniche per costringerle a cercare più intensamente la cooperazione economica con gli industriali tedeschi. Nel novembre 1938, il Dipartimento del commercio raccomandò ai rappresentanti della Federazione delle Industrie Britanniche (FBI) di tenere una conferenza congiunta col Gruppo Industriale tedesco (RGI) per prepararsi per un nuovo trattato commerciale del governo. La parte tedesca ha cercato di ottenere una riduzione delle tariffe, ma la FBI ha affermato che la maggior parte dei suoi membri era contraria a tale passo ed era interessata solo a negoziati per eliminare la concorrenza nei mercati di altri paesi e creare cartelli. Alla fine è stato deciso che a dicembre la FBI avrebbe inviato una delegazione in Germania e avrebbe avviato i colloqui con l'Organizzazione dell'Industria Artigianale.
Successivamente, la FBI ha contribuito a raggiungere un accordo di cartello tra il Sindacato del carbone della Renania-Westfalia e l'Associazione mineraria della Gran Bretagna sulla delimitazione delle aree d'interesse e sui prezzi uniformi del carbone nei mercati dei paesi terzi, firmato il 28 gennaio 1939. L'accordo è stato seguito da diversi incontri della FBI e dei rappresentanti del governo britannico con partner tedeschi, durante i quali sono state discusse le prospettive di cooperazione economica. Le affermazioni positive della leadership tedesca portarono Chamberlain a ritenere che la "politica di pacificazione" stesse dando i suoi frutti. I rappresentanti del Ministero del Commercio hanno esortato la FBI ad accettare un incontro in Germania per elaborare un accordo su larga scala, promettendo in cambio che se la parte tedesca non avesse offerto condizioni sufficientemente favorevoli, il governo avrebbe accettato di aumentare le tariffe. In queste condizioni, la FBI e il Gruppo Industriale del Reich (RGI) decisero di tenere una conferenza a Düsseldorf nel marzo 1939.
Il governo britannico riteneva che una stretta cooperazione commerciale sarebbe stata un complemento economico alla Collusione di Monaco e sarebbe stato il prossimo passo verso il riavvicinamento politico con la Germania nazista. La base finanziaria di questa politica, come notato dagli storici inglesi, era l'accordo di pagamento germano-britannico concluso nel 1934: che di fatto prevedeva la compensazione unidirezionale per la Germania. Anche l'ambasciata britannica a Berlino ha attirato l'attenzione sul fatto che tale "pacificazione economica" della Germania contribuisce al suo armamento. Alla fine del 1938 – inizio del 1939 l'addetto commerciale a Berlino, presentò due memorandum in cui suggeriva al governo britannico di rivedere i principi dell'accordo sui pagamenti germano-britannico del 1934 per porre fine alla "situazione in cui noi stessi stiamo aumentando gli armamenti tedeschi".
Il 21 febbraio 1939, The Times pubblicò un editoriale intitolato "Peace Through Trade" (Pace attraverso il commercio), in cui si affermava che lo scopo dei colloqui era quello di evitare una guerra commerciale. Alla vigilia della loro partenza per la Germania, i delegati britannici si sono incontrati con il Lord-Presidente Walter Runciman, che li ha esortati a compiere ogni sforzo per raggiungere un accordo. Al termine dell'incontro, ha dichiarato:
(Walter Runciman, 21 febbraio 1939)

### Conclusione dell'accordo
Il 15 marzo 1939, giorno in cui la Germania completò la liquidazione dello stato cecoslovacco, ebbe inizio a Düsseldorf una conferenza tra la delegazione della FBI guidata da Lark, e da rappresentanti del RGI. Ci sono stati notevoli progressi sulla maggior parte delle questioni nella riunione mattutina quando Guy Lockock, direttore della FBI, ha ricevuto una telefonata da Londra. Un rappresentante del Ministero del commercio lo informò che le truppe tedesche erano entrate a Praga e in queste circostanze il governo britannico non poteva più sostenere l'accordo. Dopo un breve incontro nella delegazione britannica, si decise che le difficoltà politiche non avrebbero dovuto interferire con l'accordo economico, e le trattative proseguirono. L'accordo prevedeva 12 punti:
1. Entrambe le organizzazioni accolgono con favore l'opportunità connessa a questi negoziati [riferendosi ai negoziati economici anglo-tedeschi a Düsseldorf, iniziati nel febbraio 1939] per sviluppare ulteriormente le relazioni amichevoli che esistono da molti anni tra le due organizzazioni.
2. Entrambe le organizzazioni affermano l'assoluta necessità di sviluppare un commercio di esportazione attivo e reciprocamente vantaggioso per l'economia sia della Germania che del Regno Unito.
3. Entrambe le organizzazioni affermano che lo scopo di questo commercio di esportazione dovrebbe essere quello di fornire posti di lavoro ai propri cittadini, aumentare il loro tenore di vita e garantire le riserve di fondi in valuta estera necessari per soddisfare le loro esigenze economiche.
4. Entrambe le organizzazioni concordano sul fatto che il loro obiettivo dovrebbe essere una tale organizzazione del commercio di esportazione di tutti i paesi, che garantirebbe un reddito equo ai produttori di questi paesi. Inoltre, si potrebbe concordare sull'importanza di eliminare la concorrenza malsana che si presenta di volta in volta attraverso una cooperazione costruttiva al fine di ottenere un'espansione del commercio internazionale a vantaggio della Gran Bretagna, della Germania e di tutti gli altri paesi.
5. Entrambe le organizzazioni esprimono il desiderio che i singoli rami dell'industria dei due paesi si sforzino di concludere tra loro accordi industriali che escludano la possibilità dell'emergere di una concorrenza che turbi la stabilità del mercato. Tuttavia, il livello dei prezzi dovrebbe essere fissato su una base che non pregiudichi il potere d'acquisto dei consumatori.
6. Entrambe le organizzazioni sono consapevoli che gli accordi sul livello dei prezzi o altri fattori operanti tra Germania e Gran Bretagna rappresentano solo un passo, anche se molto importante, sulla strada verso un commercio mondiale più perfetto. Accoglierebbero con favore l'adesione di altre nazioni a questo accordo.
7. Entrambe le organizzazioni esprimono la convinzione che le trattative in tal senso tra i gruppi industriali, sui quali esiste già un accordo, debbano essere avviate immediatamente. Esprimono inoltre il loro accordo sul fatto che lo sviluppo del commercio internazionale su una base solida, progressiva e reciprocamente vantaggiosa può essere raggiunto quanto più rapido e ampio è il campo di applicazione di questo accordo, sia in relazione ai gruppi industriali che ai paesi direttamente.
8. Entrambe le organizzazioni sono pienamente consapevoli che in alcuni casi i vantaggi di un accordo tra i gruppi industriali di due paesi o un gruppo di paesi possono essere annullati a causa della concorrenza irrazionale di un altro paese che rifiuta di aderire a questo accordo.In questo caso, l'organizzazione potrebbe aver bisogno di chiedere il supporto del proprio governo. Entrambe le organizzazioni hanno concordato di richiedere tale sostegno, se necessario.
9. Entrambe le organizzazioni concordano sul fatto che l'obiettivo che perseguono con questo accordo tra i loro gruppi industriali è quello di eliminare la concorrenza malsana. Il compito principale è raggiungere la cooperazione più completa tra le industrie di entrambi i paesi.
10. È stato concordato tra le due organizzazioni che non avrebbero risparmiato sforzi per portare avanti i negoziati tra i singoli rami dell'industria nei loro paesi e mettere in pratica i loro risultati. L'esistenza di una serie di accordi tra le singole industrie tedesche e britanniche è un incentivo per attuare questa decisione. L'esperienza accumulata è grande e dà adito alla fiducia che la rapida espansione dell'ambito di questa politica sia un fattore pratico e reciprocamente vantaggioso. Riferiscono con grande soddisfazione che i rappresentanti di una serie di nuove industrie hanno dato il loro consenso ai colloqui nel prossimo futuro. Rilevano inoltre con soddisfazione che le trattative sono già state avviate e sono attualmente in corso tra dieci gruppi industriali.
11. In sintesi, il "Gruppo Industriale del Reich" e la "Federazione delle Industrie Britanniche" esprimono la convinzione che il problema in questione non sia solo quello di eliminare la concorrenza indesiderata, ma piuttosto di compiere passi concreti per aumentare il potere dei consumatori mondiali di quei prodotti. Nel ( marketing) di cui l'industria tedesca e britannica è interessata. Pertanto, hanno deciso di mantenere relazioni più strette e attive in questo settore. Raccomandano inoltre che i gruppi industriali in alcuni settori promuovano, attraverso accordi da concludere per il coordinamento di azioni congiunte, l'aumento del livello di consumo dei prodotti (che sono interessati a commercializzare). Ribadiscono che queste azioni congiunte dovrebbero essere viste come foriere di una maggiore cooperazione internazionale tra gruppi industriali, il cui scopo è quello di aumentare il potere di consumo del mondo, e quindi il livello di produzione, a vantaggio di tutte le parti degli accordi.
12. L'obiettivo finale dovrebbe essere quello di promuovere la prosperità in tutto il mondo. Il "Gruppo Industriale del Reich" e la "Federazione delle Industrie Britanniche" ritengono che il risultato finale dei negoziati tra loro sia la creazione di una solida base per una cooperazione reciprocamente vantaggiosa tra i singoli gruppi industriali. Al fine di garantire il futuro successo di tale politica perseguita dal "Gruppo Industriale del Reich" e dalla "Federazione delle Industrie Britanniche", è già stato istituito un comitato separato di entrambe le organizzazioni. Questo comitato dovrebbe, nelle sue riunioni periodiche, studiare lo stato dei negoziati in una fase o nell'altra. La FBI ha invitato i membri tedeschi di questo comitato a fare una visita di ritorno in Inghilterra a giugno. L'invito è stato accolto con gratitudine dai colleghi tedeschi.

Il giorno successivo, il 16 marzo, i rappresentanti dell'industria dei paesi del Regno Unito e della Germania nazista hanno firmato un accordo di cartello. Il progetto di accordo è stato preparato dalla delegazione britannica. La dichiarazione congiunta ha proclamato la necessità di sviluppare il commercio tra i due paesi.
L'accordo prevedeva "la necessità incondizionata di sviluppare un commercio di esportazione attivo e reciprocamente vantaggioso", l'eliminazione della "concorrenza malsana", nonché il sostegno statale a queste associazioni e una serie di altre condizioni. I partecipanti si sono espressi a favore dell'ampliamento del sistema esistente di accordi tra le industrie dei due paesi, osservando che tali negoziati sono già in corso tra nove gruppi industriali.

### Risultati
L'accordo di Düsseldorf non è mai entrato in vigore, poiché i suoi partecipanti non sono riusciti a concordare la distribuzione degli investimenti e del commercio nell'Europa centrale e sud-orientale.

### Reazione
A Washington, l'Accordo di Düsseldorf è stato visto alla luce di una temuta formazione di un blocco economico anglo-tedesco contro la politica della porta aperta degli Stati Uniti e ha scatenato aspre proteste da parte del governo statunitense.
Per gli scrittori della RDT, è chiaro a qualsiasi osservatore marxista che i ripetuti discorsi sulla spartizione dei mercati mondiali e sugli accordi sui prezzi e sulle valute sono una chiara prova che i campi monopolistici rivali volevano risolvere i loro conflitti attaccando l'Unione Sovietica e le potenze occidentali, dando a Hitler "mano libera nell'Europa orientale".